# Биринджи-Еддиоймаг
Биринджи-Еддиоймаг (Биринджи-Йеддиоймаг; азерб. Birinci Yeddioymaq) — село в Масаллинском районе Азербайджана.

## География
Расположено на Ленкоранской низменности, на берегу реки Виляш, в 12 км к востоку от районного центра Масаллы.

## Этимология
Hазвание села происходит от слов «биринджи» (первый, главный) и «еддиоймаг» (одно из шахсевенских племён) состоявшее из семи кланов: Бейдили, Хомунлу, Айватлу, Хаджи-Ходжалу, Габали, Иналлу и Арабли.

## История
Возникло как поселение шахсевенов. В дальнейшем из единого села образовались два — Биринджи-Еддиоймаг и Икинджи-Еддиоймаг.
Гаджи Зейналабдин Ширвани сообщал про Еддиоймаг: «... население — шииты говорящие по тюркски. К чужестранцам приветливы. Шахсевен из племени кызылбашей в той стране много».
По данным середины XIX века — Едди-Оймакъ «татарско»-шиитская деревня Аркеванского участка Ленкоранского уезда Российской империи.

## Население
В списках населённых мест Бакинской губернии от 1870 года, составленных по сведениям камерального описания губернии с 1859 по 1864 год, в Едды-оймакъ имелось 124 двора и 877 жителей (462 мужчины и 415 женщин) — шахсевенов-шиитов.
По материалам посемейных списков на 1886 год, в Едды-оймагъ вместе с отсёлками Касымлу и Шихляръ насчитывалось 166 дымов и 1263 жителя и все «татары»-шииты (азербайджанцы-шииты), из которых 1239 крестьяне (164 дыма) на казённой земле и 20 беков.
Сведения начала XX века сообщают об «татарском» (азербайджанском) селении Едды-Омайгъ (название приводится по источнику) Бакинской губернии Ленкоранского уезда.
Согласно результатам Азербайджанской сельскохозяйственной переписи 1921 года, Едды-Оймах I и Едды-Оймах II Ленкоранского уезда Азербайджанской ССР населяли 931 человек. Преобладающая национальность — тюрки азербайджанские, 472 мужчины и 459 женщин (249 хозяйств).
По состоянию на конец 1970-х годов, население села составляло 1172 человека. Жители занимались овощеводством и животноводством. Имелась восьмилетняя школа.

### Известные уроженцы
Уроженцем села является Теймурбек Байрамалибеков — азербайджанский этнограф, педагог, просветитель.